# Рудолф Дизел
Рудолф Дизел (Париз, 18. март 1858 — Ламанш, 29. септембар 1913) је био немачки изумитељ, светски познат по изуму мотора с унутрашњим сагоревањем, то јест дизел-мотора.

## Живот
Дизел је рођен у Руе Нотр Дам де Назарет 38 у Паризу, Француска, 1858. године као друго од троје деце Елисе (рођене Стробел) и Теодора Дизела. Његови родитељи су били баварски имигранти који су живели у Паризу. Теодор Дизел, по занимању књиговезац, напустио је родни град Аугзбург у Баварској 1848. године. У Паризу је 1855. упознао своју жену, ћерку нирнбершког трговца и тамо постао произвођач кожне галантерије.
Убрзо након његовог рођења, Дизел је дат фармерској породици Винсенес, где је провео својих првих девет месеци. Када је враћен породици, уселили су се у стан 49 у Руе де ла Фонтејне-ау-Рој. У то време, породица Дизел је била у финансијским потешкоћама, па је млади Рудолф Дизел морао да ради у очевој радионици и да муштеријама испоручује кожну галантерију. Похађао је протестантско-француску школу и убрзо се заинтересовао за друштвена питања и технологију. Пошто је био веома добар ученик, 12-годишњи Дизел је добио бронзану медаљу Друштва за основну наставу и планирао је да уђе у Вишу основну школу 1870. године.
За време Француско-пруског рата 1870. г., цела је породица депортована у Лондон.
Касније се Дизел вратио у очев родни град Аугсбург где је похађао средњу школу и где је добио стипендију за Технички факултет у Минхену.
На факултету је био изванредан студент, где га је као ментор подржавао Карл фон Линде.
Радио је у Швајцарској, Паризу, а лабораторијски рад на свом мотору је наставио у Берлину.

## Изум
Године 1892, 23. фебруара Дизел је патентирао свој мотор.
Основна идеја патентираног мотора је висока компресија горива пре убризгавања у цилиндар мотора.
На тај начин је избегнута употреба аутомобилских свећица и искре која започиње експлозију у мотору.
Због високог притиска горива, није потребна искра за иницирање експлозије.
У почетку је као гориво користио угљену прашину.
Прототип је изграђен у фабрици МАН.
Након примене свог мотора, Рудолф Дизел је постао милионер.
Иако је Дизел као гориво за свој мотор преферирао угљену прашину или биљно уље, као гориво се удомаћило тзв. Дизел гориво које је јефтинија фракција нафте од бензина.
Пошто су Дизел-мотори робуснији од бензинских мотора, нису били примењиви за неке намене као што су мотори за авионе.
Зато су се показали добрим за друмска моторна возила, и изврсним за стационарне намене, или за велика прометна средства као што су бродови, подморнице или локомотиве.

## Каснији живот
Као и код других бриљантних умова, и код Дизела се манифестовала блискост с лудилом, те је доживео неколико живчаних сломова, а био је и параноичан.
Његов нестанак је примећен за време ноћног преласка Ламанша у малом поштанском броду, на релацији Антверпен - Харвич. Његово је мртво тело пронађено неколико дана после у мору. Његова мистериозна смрт је касније понудила два објашњења, или самоубиство, или убиство због његовог противљења употребе Дизел-мотора у немачким подморницама.

## Нестанак и смрт
Увече 29. септембра 1913, Дизел се у Антверпену укрцао на GER пароброд СС Дрезден на путу на састанак Консолидоване компаније за производњу дизела у Лондону. Вечерао је на броду, а затим се повукао у своју кабину око 22:00, остављајући захтев да буде позван следећег јутра у 6:15 ујутру; али никад више није виђен жив. Ујутро је његова кабина била празна и кревет није кориштен, иако је његова пиџама била уредно сложена, а сат остављен тако да се види из кревета. Његов шешир и уредно пресавијени капут откривени су испод ограде на палуби.
Десет дана касније, посада холандског пилотског чамца Корцен наишла је на леш човека који је плутао у Источној Шелди. Тело је било у толико поодмаклој фази распадања да се није могло препознати, а нису га пренели на палубу због лошег времена. Уместо тога, посада је извадила личне ствари (футролу за таблете, новчаник, личну карту, џепни нож, кутију за наочаре) из одеће мртвог човека и вратила тело у море. Рудолфов син Јуџин Дизел је 13. октобра идентификовао ове предмете да припадају његовом оцу.
Постоје различите теорије које објашњавају Дизелову смрт. Неки људи, као што су његови биографи Гросер (1978) и Ситауер (1978), тврде да је Рудолф Дисел извршио самоубиство. Друга линија размишљања сугерише да је он убијен, с обзиром на његово одбијање да немачким снагама да ексклузивна права на коришћење свог проналаска; заиста, Дизел се укрцао на СС Дрезден са намером да се састане са представницима британске Краљевске морнарице како би разговарали о могућности погона британских подморница дизел мотором; али никада није стигао на обалу. Међутим докази су ограничени за сва објашњења, а његов нестанак и смрт остају нерешени.
Убрзо након Дизеловог нестанка, његова супруга Марта отворила је торбу коју јој је муж дао непосредно пре његовог несрећног путовања, са упутствима да је не треба отварати до следеће недеље. Открила је 20.000 немачких марака у готовини (120.000 америчких долара данас) и низ финансијских извештаја који показују да су њихови банковни рачуни практично празни. У дневнику који је Дизел донео са собом на брод, за датум 29. септембар 1913. године, уцртан је крст, који је вероватно указивао на смрт.
Након тога, средином 1950. године, Магокичи Јамаока, оснивач Yanmar-а, произвођача дизел мотора у Јапану, посетио је Западну Немачку и сазнао да за Дизела нема гроба или споменика. Јамаока и људи повезани са Дизелом почели су да врше припреме да му одају почаст. Године 1957, поводом 100. годишњице Дизеловог рођења и 60. годишњице развоја дизел мотора, Јамаока је поклонио Меморијалну башту Рудолфа Дизела (Rudolf-Diesel-Gedächtnishain) у парку Вителсбачер у Аугзбургу, у Баварској, где је провео детињство.

## Наслеђе
Након Дизелове смрти, његов мотор је доживео много развоја и постао је веома важна замена за парни клипни мотор у многим применама. Пошто је дизел мотор захтевао тежу, робуснију конструкцију од бензинског мотора, имао је ограничену употребу у ваздухопловству. Међутим, дизел мотор је постао широко распрострањен у многим другим применама, као што су стационарни мотори, пољопривредне машине и машинерије ван аутопута уопште, подморнице, бродови, а много касније и локомотиве, камиони и модерни аутомобили.
Дизел је био заинтересован за коришћење угљене прашине или биљног уља као горива, и заправо, његов мотор је радио на уље од кикирикија. Иако ова горива нису одмах била популарна, током 2008. пораст цена горива, заједно са забринутошћу око резерви нафте, довео је до шире употребе биљног уља и биодизела.
Примарно гориво које се користи у дизел моторима је истоимено дизел гориво, добијено пречишћавањем сирове нафте. Дизел је безбеднији за складиштење од бензина, јер је његова тачка паљења приближно 79,4 °C (174,9 °F) виша, и неће експлодирати.

### Употреба биљних уља као горива за дизел моторе
У књизи под насловом Дизел мотори за копнене и поморске радове, Дизел је рекао да је „1900. године компанија Ото изложила мали дизел мотор који је, на предлог француске владе, радио на уљу од арахида [кикирики], и функционисао је тако добро да је врло мало људи било свесно те чињенице. Мотор је направљен за обична уља и без икаквих модификација је радио на биљном уљу. Недавно сам поновио ове експерименте у великим размерама са пуним успехом и потпуном потврдом раније добијених резултата.“

## Радови
- Rudolf Diesel: Theorie und Konstruktion eines rationellen Wärmemotors zum Ersatz der Dampfmaschine und der heute bekannten Verbrennungsmotoren. Springer, Berlin. 1893.  978-3-642-64949-3. (Theorie und Konstruktion eines rationellen Wärmemotors на веб-сајту Гугл књиге)
- Rudolf Diesel: Die Entstehung des Dieselmotors. 1913. ISBN 978-3-642-64940-0. Springer, Berlin .
- Rudolf Diesel: Solidarismus: Natürliche wirtschaftliche Erlösung des Menschen, Oldenbourg, Berlin/München 1903. (PDF Архивирано на веб-сајту  (10. мај 2021))